# Olympique saint-quentinois
 (mai 2021).
Si vous disposez d'ouvrages ou d'articles de référence ou si vous connaissez des sites web de qualité traitant du thème abordé ici, merci de compléter l'article en donnant les références utiles à sa vérifiabilité et en les liant à la section « Notes et références ».
Pour les articles homonymes, voir Saint-Quentin et OSQ.
Maillots
Actualités
L'Olympique saint-quentinois, couramment abrégé OSQ, est un club de football français fondé en 1920 et situé à Saint-Quentin dans l'Aisne.
Le club est actuellement présidé par Didier Dubois et Marc Antonini en est le président d'honneur. L'équipe première, entraînée par Jérôme Foulon évolue en National 3.

## Histoire
Le club est de 1922 à 1926, champion de l'Aisne.
Lors de la saison 1951-1952, Saint-Quentin fait sans doute son plus beau parcours en Coupe de France en écartant tout d'abord les professionnels du FC Nantes en 32es de finale sur un score de 2 à 1. Ensuite, les joueurs Saint-Quentinois éliminent les amateurs de la Jeunesse athlétique armentiéroise (4-2) avant d'être sortis en 8es de finale par le FC Valenciennes par 3 buts à 0, remportant en même temps le Challenge "France-Football".
Lors de la saison 1964-1965, l'Olympique saint-quentinois qui alors sociétaire de la Division 4 dispute les huitièmes de finale à Amiens où le club s'incline lourdement face au Stade rennais UC (10-0).
En 1970, l'OSQ est un des acteurs de la création du Paris Saint-Germain. En effet, à l'époque, le Paris Football Club a été créé, mais il n'a pas de stade. Il doit donc fusionner avec un club professionnel pour exister. Or, seul le stade Saint-Germain, qui vient d'être promu en division 2, l'est en Île-de-France. Ce club était 3e du groupe nord du CFA, la plus mauvaise place possible pour être promu en D2. Mais un dernier match de championnat s'est joué en retard dans le championnat entre Saint-Quentin et le Racing Club de Lens. Saint-Quentin a tenu en échec les sang et or 1-1, or, si Lens avait gagné ce match, les artésiens auraient pris la 3e place à la place du stade Saint-Germain, empêchant ainsi le Paris FC de fusionner avec un club professionnel francilien, et empêchant donc la création du Paris Saint-Germain.
L'Olympique Saint-Quentin participe au Championnat de Division 2 de 1990 à 1992 en finissant lors de la première saison lanterne rouge mais repêché à la suite de la rétrogradation de l'Avignon Football 84 et la deuxième saison en terminant également dernier mais cette fois-ci relégué.
En 1991, Saint-Quentin accède au 32es de finale face à l'AJ Auxerre mais les picards s'inclinent par 2 buts à 0.
En 1995-1996, l'Olympique Saint-Quentin accède de nouveau aux 32es de finale face au Football Club de Nantes mais une nouvelle fois le club s'incline sur le score lourd et fleuve de 7 buts à 1.
Le club va alors chuter et se retrouver ensuite en CFA, puis en CFA2 à partir de la saison 2000-2001.
En 1999-2000, les Saint-Quentinois éliminent en 32es de finale le Sporting Club de Bastia sur le score de 1-0 puis accède aux 16es de finale mais il se fait éliminer par le Football Club de Metz après prolongation sur le score de 3-1.
À la fin de la saison 2005-2006, le club alors entrainé par Abdeslam Smaili remonte en CFA et a pour objectif de s'ouvrir dans les trois ans les portes du National.
Mais à la fin de la saison 2006-2007, le club redescend à nouveau en CFA 2, et ce malgré une très bonne deuxième partie de championnat, mais une pénalité de 3 points (pour jet de cailloux) condamnent les olympiens à la descente. Le club voit de nombreux départs et ne s'en remettra pas. L'année suivante verra de nouveau le club descendre en Division d'Honneur.
Lors de la saison 2009-2010, le club parvient en 32e de finale de la Coupe de France,en éliminant le voisin Fresnoy-le-Grand, mais subit une lourde défaite, 6-0 à Quevilly (CFA), futur 1/4 de finaliste de la compétition.
Réputé pour sa formation, l'OSQ est représenté par l'équipe U17, entraîné par Didier Toffolo, en championnat national pour la saison 2012-2013.
Après avoir remporté le championnat de Division d'honneur, l'OSQ se maintient en CFA2, 5e échelon du football français, pour la saison 2013-2014.
Lors de la saison 2018-2019 l'équipe de Fabien Croze finit première de son groupe de Championnat de France de football de National 3 (groupe I : Haut de France) et accède au Championnat de France de football de National 2 après une saison aboutie et un bilan de 15 victoires, 9 nuls et 2 défaites. L’intersaison voit le départ de Bryan Soumaré, natif de Saint-Quentin, formé au club et qui a grandement participé à la montée en national 2. Il signe au Dijon FCO, qui évolue en Ligue 1 avant d’être prêté dans le même temps à Sochaux en 2e division.
La saison 2019-2020 débute mal pour l’OSQ puisque l’équipe enchaîne 7 matchs sans victoire (2 nuls pour 5 défaites). Le 5 octobre la première victoire est acquise face à l’équipe réserve de Reims (victoire 3-2). En Coupe de France l’OSQ est éliminé dès le 8e tour après une défaite 3-1 face à Grande-Synthe, qui évoluait alors un échelon en dessous. Le club plonge ensuite dans une période de doute, enchaînant 5 matchs sans victoire (dont 3 défaites face à Bastia, Schiltigheim et Bobigny). Le 13 février 2020 Fabien Croze est remercié après 3 ans passés au club.
Jean-Louis Montero le remplace dans la foulée. Dès son arrivée, la formation axonaise remporte ses 3 matchs suivants : 1-0 face à l’équipe réserve de Lens, 1-0 face à Drancy et enfin une large victoire 5-1 contre Croix le 7 mars 2020. Quelques jours après, tous les championnats de France sont suspendus sur décision de la FFF à cause de la pandémie de Covid-19 et, le 16 avril 2020, la FFF confirme l’arrêt définitif des championnats. Saint-Quentin termine donc la saison avec 23 pts en 21 matchs (6 victoires, 5 nuls et 10 défaites) et se classe à la 10e place (sur 16 équipes) à 5 pts de la zone de relégation.
La saison 2020-2021 commence une nouvelle fois très mal pour le club : 9 matchs sans victoire sur les 9 premiers matchs et un bilan de 4 nuls et 5 défaites. En revanche, les championnats amateurs sont arrêtés le 28 octobre 2020, soit 4 jours après le 9e et en conséquence dernier match de la saison, perdu 3-1 face à l’Entente Sannois Saint-Gratien. Les championnats amateurs ne reprendront jamais. La saison 2020-2021 est ainsi déclarée abandonnée. L’OSQ est alors classé dernier du groupe mais aucune relégation ni promotion n’aura lieu du fait de l’abandon de la saison : Saint-Quentin est donc maintenu. Le 30 janvier la Coupe de France reprend pour les clubs amateurs avec le 6e tour tandis que Saint-Quentin est éliminé au tour suivant après une défaite 2-1 face à Arras, formation de régional 1 le 7 février.
Le 14 mars 2021, Jean-Louis Montero quitte le club après seulement 12 matchs dirigés en National 2 et deux saisons tronquées par le Covid-19. Il est remplacé le 23 avril par Teddy Bertin, ancien joueur du Havre, Marseille et Strasbourg.
La saison 2021-2022 débute le 7 août avec la réception de Lusitanos Saint-Maur, qui se solde par un match nul 2 partout. Le club réalise un début de saison correct : sur les 10 premiers matchs le bilan est de 3 victoires, 5 nuls et 2 défaites. En parallèle l’équipe est éliminée dès le 6e tour de la Coupe de France, après une défaite aux tirs au but face aux voisins nordistes de Wasquehal, qui évoluaient en National 3. Malgré quelques résultats encourageants le club bute sur les cadors du championnats, avec notamment 3 défaites de suite lors des 11e, 12e et 13e journées face à Beauvais, Bobigny et le Paris 13 Atlético. L’année 2022 démarre sur une victoire face au second du championnat, Fleury-Mérogis 1 but à 0 à l’extérieur pour le compte de la 15e journée. L’OSQ enchaînera par la suite les bons résultats, avec un bilan d’une seule défaite entre les 14e et 22e journées. Malgré une fin de saison plus compliquée, avec notamment une seule victoire sur les 9 dernières rencontres de la saison l’OSQ termine à une honorable 9e place (sur 16), avec un bilan de 36 pts pour 8 victoires, 12 nuls et 10 défaites et 8 points d’avance sur la zone de relégation.
Le 24 mai 2022 Teddy Bertin quitte le club. Le 1er juillet 2022, Johan Jacquesson est nommé entraîneur. Il s’agit d’un retour aux sources pour celui qui est déjà passé par le club, en tant que joueur entre 1997 et 1999. La saison 2022-2023 est une édition toute particulière puisque les 5 derniers des 4 poules de 16 équipes descendent en National 3, contrairement aux années précédentes où les 3 derniers descendaient, tandis que le 11e de chaque poule sera barragiste (les deux meilleurs des quatre groupes de national 2 seront maintenus) car le national 2, aujourd’hui composé de 64 équipes, passera à 56 équipes en 2023-2024 et à 48 équipes dès la saison suivante.
Le club connaît sa première victoire de la saison lors de la 5e journée face à Saint-Geneviève (2-1) suivi deux semaines plus tard d’une victoire importante face à un concurrent direct pour le maintien Colmar (1-0). Parallèlement l’OSQ réalise un bon parcours en Coupe de France. Outre des victoires aux 4e (4-0 face à l’US Laon), 5e (aux tirs au but face au Touquet) et 6e tours (5-1 contre l’AS Beuvry), Saint-Quentin valide sa qualification pour le 8e tour le 29 octobre en battant difficilement la formation néo-calédonienne de Hienghène Sport 2-1. Le 8e tour voit la qualification de l’OSQ, non sans difficulté, battant 1-0 l’Olympique Marcquois qui évolue un échelon en dessous. L’aventure prend fin au stade des 32e de finale où ils sont défaits 3-1 par l’ASM Belfort, qui évolue dans le même groupe de championnat de national 2.
Saint-Quentin enchaîne cependant plusieurs défaites inquiétantes : 3-2 contre Wasquehal (9e journée), 1-0 face à Besançon (11e journée), 3-1 face à Boulogne (13e journée), 2-0 contre Haguenau (14e journée) ainsi qu’une sévère déroute le 4 mars face au promu de Furiani-Agliani (4-1). Quelques victoires face à des concurrents directs pour le maintien sont néanmoins acquises : 1-0 face à Sainte-Geneviève lors de la 19e journée, 2-1 contre Colmar (22e journée) ou sur le même score face à Belfort. Le mois d’avril voit l’OSQ remporter ses deux matchs face aux équipes franciliennes : 1-0 contre le leader Fleury-Mérogis et 2-1 face à Créteil.
Au bout de 26 journées l’OSQ se classe en 11e position, à égalité de points avec Colmar et Sainte-Geneviève, respectivement 12e et 13e et relégables mais à seulement 5 points du 6e, Haguenau.

## Palmarès
| Compétitions nationales | Compétitions locales |
| - Championnat de France D2 (Division 2) - Meilleure performance : 18e de groupe en 1991 et 1992 - Championnat de France D3 (Division 3) - Vainqueur de groupe : 1990 - Championnat de France D4 (Division 4) - Vainqueur de groupe : 1986 - Championnat de France D5 (National 3) (1) - Champion : 2019 - Vainqueur de groupe : 1996 et 2019 - Coupe de France - Meilleure performance : 8e de finale en 1951-1952 et 1964-1965 | - Division d'Honneur du Nord-Est (3) - Champion : 1952, 1959, 1965 - Division d'Honneur de Picardie (3) - Champion : 1973, 1991, 2013 - Coupe du Nord-Est (1) - Vainqueur : 1965 - Coupe de Picardie (4) - Vainqueur : 1983, 1984, 1987, 1998 - Coupe de l'Aisne (14) - Vainqueur : 1986, 1990, 1995, 1996, 1997, 1999, 2004, 2005, 2007, 2010, 2013, 2015, 2018, 2024 |

## Personnalités

### Entraîneurs
| Période   | Nom               | Pay |
| --------- | ----------------- | --- |
| 1957-1960 | Albert Toris      |     |
| 1965-1966 | Stanislas Laczny  |     |
| 1966-1968 | André Cheuva      |     |
| Années 90 | Roberto Cabral    |     |
| 1991-2004 | Didier Toffolo    |     |
| 2014-2015 | Juan-Luis Montero |     |
| 2016-2017 | Manuel Abreu      |     |
| 2020-2021 | Juan-Luis Montero |     |
| 2021-2022 | Teddy Bertin      |     |

### Joueurs
- Simon Dia
- Rudy Carlier
- Lazare Gianessi
- Maxime Josse
- Olivier Quint
- Manuel Pires
- Christian Pesin
- Maryan Synakowski
- Didier Toffolo
- André Buengo
- Jean-Marc Bosman
- Roberto Cabral
- Duckens Nazon
- Bryan Soumaré

## Stade

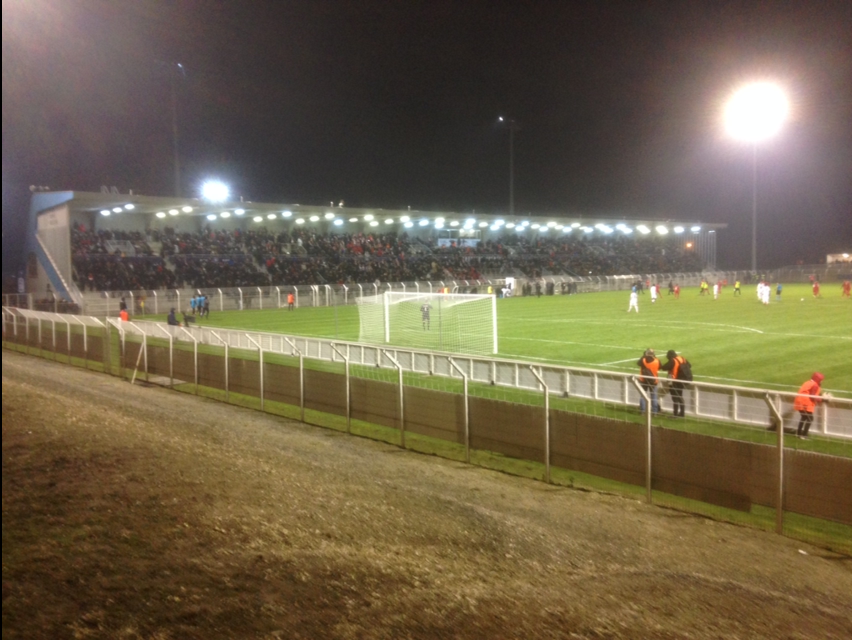
Tribune du stade Paul-Debrésie un soir de match

L'équipe première évolue au stade Paul-Debrésie, au nord de la ville, depuis 1978. Le stade a une capacité d'environ 10 000 places. Les autres équipes de l'OSQ se répartissent entre ce stade, les annexes du stade, ainsi que le stade Philippe-Roth, ancien stade du club, doté d'une tribune et situé en centre-ville.
En 2018 le complexe sportif Paul-Debrésie s'est doté d'un terrain synthétique.

## Identité

Logo jusqu'en 2020.
Logo depuis 2020.